# Уланова, Анна Власьевна
А́нна Вла́сьевна Ула́нова (урождённая Королькова; 29 июля 1929, Резекне, Латвийская Республика — 27 февраля 2009) — латвийский педагог и музейный работник.
Окончила учительский институт в Резекне (1955) и Даугавпилсский педагогический институт (1966), преподавала в Резекне русский язык и литературу. Заслуженный учитель Латвийской ССР (1983), кавалер медали «За трудовое отличие» (1966) и медали ВДНХ СССР (1971) за разработку и применение раздаточного материала по русскому языку, обобщение и распространение опыта работы среди педагогических коллективов республики и страны.
Известна как создатель (1981) и бессменный руководитель единственного музея, посвящённого родившемуся в Резекне Юрию Тынянову. Музей, первоначально возникший на базе Резекненской средней школы № 6, был создан Улановой и её дочерью Татьяной Синельниковой при поддержке сестры Тынянова, писательницы Лидии Тыняновой и её мужа Вениамина Каверина.